# 維戈鎮區 (印地安納州諾克斯縣)
維戈鎮區（英語：Vigo Township）是位於美國印地安納州諾克斯縣的一個行政鎮區。

## 地方資料
根據2010年美國人口普查的數據，維戈鎮區的面積為173.80平方千米，當中陸地面積為171.30平方千米，而水域面積為2.50平方千米。當地共有人口4031人，而人口密度為每平方千米23.19人。